# Masa Ziemi
Masa Ziemi (M🜨) – pozaukładowa jednostka masy stosowana w astronomii, głównie Układu Słonecznego oraz planet pozasłonecznych typu superziemia. Jej wartość równa jest rzeczywistej masie Ziemi
{\displaystyle 1\operatorname {M} _{\oplus }=5{,}9722\cdot 10^{24}\operatorname {kg} \approx 6\cdot 10^{24}\operatorname {kg} .}
Używa się jej zazwyczaj do określania mas planet, najczęściej skalistych. Jest to wygodna jednostka ukazująca obrazowo wielkość planety w porównaniu z Ziemią. Na przykład cztery kolejne planety Układu Słonecznego mają masy:
Merkury – 0,055 M🜨,
Wenus – 0,8155 M🜨,
Ziemia – 1 M🜨,
Mars – 0,107 M🜨.

## Przeliczenie na inne masowe jednostki astronomiczne
Masa Ziemi równa jest:
81,3 mas Księżyca (MK),
0,00315 masy Jowisza (MJ),
0,000003003 masy Słońca (M⊙).